# Droit de la guerre
Le droit de la guerre, également connu sous l’appellation de droit des conflits armés, est une expression pour désigner les lois, en général coutumières, sur lesquelles s'entendent les peuples ennemis lorsqu'ils sont en guerre.
Elles sont très anciennes, attestées aussi bien dans l'Antiquité que chez les peuples premiers, et comprennent la manière de commencer une guerre et ses enjeux, les moyens de combattre qui sont considérés comme déloyaux, le statut et les droits des otages, des ambassadeurs, des arbitres, des combattants, des civils et des prisonniers, les trêves et les traités, la manière de terminer la guerre et de faire la paix.

## Histoire de la loyauté de la guerre

### Premières traces d'un droit de la guerre
Le terme guerre ne désigne pas les conflits privés ou entre des individus d'un même peuple qui se règlent par un procès en justice, mais ceux qui surviennent entre des empires, des nations ou des cités étrangères, et qui se règlent par un affrontement public appelé « guerre ».
Antiquité
Les premières traces d'un droit de la guerre nous proviennent des Babyloniens. C'est le Code d'Hammurabi, roi de Babylone, qui, 2000 ans av. J.-C. explique ainsi ses lois imposant un code de conduite en cas de guerre : « Je prescris ces lois afin que le fort n'opprime pas le faible ». Dans l'Inde ancienne, le Mahabharata et les textes de la loi de Manu incitaient à la clémence envers les ennemis désarmés ou blessés.[réf. souhaitée]
Ainsi est-il possible d'affirmer que le droit de la guerre est immémorial : présent dans tous les textes sacrés (judéo-chrétiens, musulmans, hindous, etc.) et dans les commentaires de ces textes, ainsi que dans les récits de guerre des auteurs antiques comme le jus armorum dans les Commentaires de la guerre des Gaules de César.
Du point de vue du droit romain la guerre rendait res nullius les ennemis et tout ce qui leur appartenait, c'est-à-dire sans maître et donc appropriable par tout un chacun. Elle livrait réciproquement les adversaires, corps et biens, les uns à la merci des autres ; vis-à-vis de l'ennemi on était sans droit. Ce principe rigoureux les Romains l'appliquaient contre eux aussi bien qu'en leur faveur. Tout ce qu'ils prenaient sur l'ennemi était la propriété du premier occupant; mais aussi ce qui était enlevé aux Romains par leurs ennemis appartenait à ces derniers. Par une conséquence ultérieure ce que les Romains avaient perdu et parvenaient à reprendre ensuite était pareillement acquis comme tout autre butin à l'auteur de l'occupation et ne retournait nullement à l'ancien maître. Toutefois par dérogation à cette règle l'on admettait un droit de retour un jus postliminii en faveur de l'ancien propriétaire: pour les citoyens romains faits prisonniers de guerre sans avoir les armes à la main, pour les immeubles, pour les vaisseaux de charge, pour les chevaux de service et pour les esclaves et le trésor.
Moyen Âge
Le droit de la guerre a fait l'objet de tentatives d'expositions rationnelles dans les sommes théologiques du Moyen Âge. La tentative la plus nette est le traité De Bello, de Represaliis et de Duello (1360) de Giovanni da Legnano, professeur à l'université de Bologne. L'auteur oppose à la clémence, dépendant de l'arbitraire du prince vainqueur, l'ébauche d'un droit de la guerre.
Et ses principes sont également immémoriaux et constants, qui se résument et découlent du principe suivant, soit « Ne pas faire plus de mal qu'il n'est permis », obligation qui relève du principe de juste proportionnalité que l'on retrouve dans la Seconde conférence de La Haye, 1907, article 22 : « les belligérants n'ont pas un droit illimité quant au choix des moyens de nuire à l'ennemi ». D'où les interdictions telles que se servir d'armes empoisonnées, gaz toxiques, etc. Il s'agit de principes constants qui appartiennent à toute l'humanité. On trouve des exemples de ce souci de limitation des actes et des moyens mis en œuvre par les belligérants, dans tous les lieux, dans tous les temps : traces qui se peuvent voir dans la Bible, (en particulier dans le Deutéronome), dans le Coran qui interdisent de couper les arbres fruitiers, d'empoisonner une source d'eau, de détruire les récoltes, de ravager une terre, de mutiler un homme, etc.
Les règles du droit de la guerre quant aux moyens mis en œuvre, étaient telles, que, en principe, au Moyen Âge, il était interdit d'utiliser les arcs et les flèches, au motif que l'on pourrait tuer l'ennemi à distance et dans le dos. C'était initialement ce que l'on a pu appeler la guerre ou le combat chevaleresque et noble avec un combat au corps à corps. Mais, les guerres devenant plus importantes, les règles chevaleresques s'atténuèrent.
Ces règles furent d'abord édictées sous forme religieuse, et on en trouve trace dans tous les livres sacrés des civilisations qui ont laissé des textes. Son interrogation est reprise par des auteurs catholiques comme Saint Augustin, Francisco de Vitoria, Thomas d'Aquin et son disciple Francisco Suárez.

#### Notion de guerre juste
Thomas d'Aquin exige trois conditions :
- auctoritas principis : la guerre ne peut relever que de la puissance publique sinon elle est un crime. L'auctoritas principis s'oppose à la décision individuelle appelée persona privata ;
- causa justa : la cause juste ; c'est cette dernière notion qui donne le plus lieu à interprétation ;
- intentio recta : l'intention ne doit pas être entachée de causes cachées mais a uniquement pour but de faire triompher le bien commun.

À la fin du XIIe, Johannes Faventinus associe l'idée de guerre juste pour la défense de la patrie avec celle de ratio (ou « raison d'État »).
Chez Francisco Vitoria, qui reprend la pensée de Thomas d'Aquin, la guerre constitue l'un des pires maux et l'on ne peut y recourir que pour éviter un mal plus grand. La guerre préventive contre un tyran susceptible d'attaquer est un cas reconnu. Toutefois, toutes les formes de dialogue doivent être utilisées au préalable et la guerre ne peut être déclenchée que comme ultime recours, ce qui soulève la question des voies de négociation.

#### Époque moderne
De nombreux chrétiens sont à l'origine du problème de conscience posé par la nécessité d'intervenir : Ignace de Loyola parlait du magis à propos de l'interrogation du décideur, puisque entrer en guerre est une décision très lourde de conséquences au regard du cinquième commandement du Décalogue (« Tu ne tueras point ») : le chrétien cherche donc à savoir s'il agit conformément à cette règle.
Ces règles imposées par l'Église seront proposées sous une forme sécularisée au XVIe siècle par Grotius, auteur du De jure belli ac pacis.
Les principes du droit de la guerre, traditionnellement appelés lois et coutumes de la guerre ou droit des gens, ont été codifiés sous forme de conventions au début du XXe siècle (Conventions de La Haye de 1899 et de 1907). Le droit de la guerre a aussi été l'œuvre de tentative de codifications par des particuliers. — Ainsi, durant la guerre de Sécession, François Lieber rédige les Instructions pour les armées en campagne de l'armée américaine, lesquelles interdisent les actes de cruauté, de vengeance, les blessures hors combat, la torture en vue d'obtenir des renseignements, la saisie des biens privés, la violation des églises, etc.

### Contenu du droit de la guerre
L'idée qu'il existe un droit de la guerre concerne d'une part, le jus ad bellum, soit le droit de faire la guerre ou d'entrer en guerre, supposant un motif tel que se défendre d'une menace ou d'un danger, suppose une déclaration de guerre qui prévient l'adversaire : la guerre est un acte loyal, et d'autre part, le jus in bello, soit le droit pendant la guerre, la manière de faire la guerre, qui implique de se comporter en soldats investis d'une mission pour laquelle toutes les violences ne sont pas autorisées. Dans tous les cas l'idée même d'un droit de la guerre repose sur une idée de la guerre qui peut être définie comme un conflit armé, circonscrit dans l'espace, limité dans le temps et par ses objectifs. La guerre commence par une déclaration (de guerre), s'achève par un traité (de paix) ou un accord de reddition, un acte de partage, etc. Définition de la guerre et doctrine, reprises en 1801 par le droit, par Portalis, juriste qui a rédigé le Code civil français, qui prévalent jusqu'à la Guerre d'Irak, faite sans déclaration de guerre et terminée sans traité de paix.
Jus ad bellum
- Définition des causes d'hostilité. Le casus belli. Déclarer le point sur lequel porte le différend et formuler ses revendications. À ce sujet, Louis de Bonald écrit en 1802 « Les manifestes justificatifs de leurs griefs que publient les puissances à la veille de commencer la guerre, sont un hommage rendu à la justice éternelle, souveraine des nations, et les déclarations de guerre qui avertissent les sujets respectifs de prendre des précautions pour la sûreté de leurs personnes et de leurs biens, sont une mesure que prescrit l'Humanité »[6]. Tout ne peut pas être cause de guerre, il y a des motifs légitimes et des motifs qui ne le sont pas.

Jus in bello
- Premier principe : définition des ennemis. Rousseau, après Hobbes définit la guerre comme relation d'État à État, dans laquelle les hommes ne sont ennemis que dans le cadre de la situation aléatoire et circonstancielle de la guerre. Dans sa Législation primitive, Louis de Bonald écrit en 1802 que « La première loi du droit de la guerre entre les États, et la plus sacrée, est que l'État ne fait la guerre qu'à l'État, et non à la famille [ou aux individus]. Ainsi, l'État belligérant doit respecter l'honneur et la vie des personnes de la famille, ne point en exiger de service personnel militaire, préserver ses propriétés de destructions et d'enlèvements gratuits, sauf le cas d'absolue nécessité. [Tout le temps de la guerre il doit s'efforcer de] conserver les familles dans la jouissance des propriétés communes, morales et physiques, établissements d'éducation, de religion, de police, de subsistance, de salubrité, etc. »[6]. De ce principe découle le
- Second principe, que l'on trouve ébauché dans le Concile de Charroux réuni en 989, est celui de la séparation entre le domaine civil et le domaine militaire, entre l'état civil de tout ce qui doit être maintenu hors de la guerre, et l'état militaire des personnes et des moyens qui sont engagés dans la guerre, en particulier la noblesse. Le Concile de Charroux accorde aux personnes et aux biens civils la même immunité qu'aux biens et aux personnes religieuses, il impose de les tenir hors des combats. Cette immunité des populations civiles qui fait un crime de guerre de tout acte délibéré d'agression contre elle, a pour corollaire l'interdiction pour elles de participer de quelque façon que ce soit aux hostilités. La guerre fait s'affronter des combattants, non des hommes : les populations civiles en sont exclues. Les combattants sont des spécialistes de la guerre qui ne sont pas animés par la haine, ni par des mauvais sentiments, ni par des raisons ou des griefs personnels, ni par esprit de vengeance comme dans les guerres privées. Les soldats des deux puissances belligérantes ne sont pas ennemis par nature, ni durablement. Ils ne sont pas ennemis en tant qu'homme, mais selon les circonstances, limitées, de conflit entre États dont ils sont les agents. Ils ne sont ennemis uniquement comme soldats. Par conséquent, il ne faut pas s'en prendre aux personnes et aux équipements civils qui ne jouent pas de rôle dans le conflit. La distinction entre civils et combattants a pour conséquence l'interdiction de tous actes hostiles d'agressivité ou de rétorsions contre les populations paisibles, et de là aussi aux soldats ayant rendu les armes puisque le « soldat nu » redevient un civil, selon une logique qui semble aussi ancienne qu'universelle. Par exemple, en Inde, les lois de Manou imposent que le combattant ne frappe ni celui qui est désarmé, ni celui qui se rend comme prisonnier, ni celui qui fuit, ni celui qui est à terre « ni un homme endormi, ni celui qui n'a pas de cuirasse […], ni celui dont l'arme est brisée, […] ni celui qui est grièvement blessé ». L'un des trois grands traités militaires de la Chine antique, au IVe siècle av. J.-C. prescrit de ne pas s'attaquer aux faibles, aux femmes et de porter secours aux vieillards et aux enfants : « vous n'attaquerez point ceux qui sont hors d'état de se défendre. Après un combat vous aurez un soin particulier des blessés ».
- Accepter la médiation d'une tierce nation pour éviter une guerre.
- Déclarer la guerre et donner un ultimatum avant de commencer une attaque.
- Respecter les ambassadeurs (voir aussi Parlementaire (guerre)).
- Respecter les trêves, les signes de reddition (drapeau blanc) et les lieux d'asiles (signalés notamment par une croix rouge).
- Ne pas nuire plus qu'il n'est nécessaire. Cette règle se retrouve partout, et dans toutes les civilisations. Ce qui est exprimé par Montesquieu en 1748, dans son traité de théorie politique De l'esprit des lois, qui écrit : « le droit des gens est naturellement fondé sur ce principe que les diverses nations doivent se faire […] dans la guerre le moins de mal qu'il est possible, sans nuire à leurs véritables intérêts ». Ce principe est proche de celui de proportionnalité qui existe en situation de paix pour limiter le droit de légitime défense. Il impose aux belligérants de ne recourir qu'à des violences et des moyens de violence proportionnés aux objectifs qui sont ceux d'un conflit armé particulier. Éviter de tuer inutilement. Le second principe implique d'éviter de tuer inutilement, des soldats, de détruire inutilement, des ressources, une fois l'objectif de la guerre atteint, et n'employer que des armes adaptées à ce que requiert l'objectif de guerre. Ne pas détruire ni imposer de souffrances au-delà de ce que requiert le but recherché.
- Chercher un retour à l'état de paix.
- En cas de victoire, ne pas exiger plus que les buts de guerre, avec d'éventuelles réparations.
- Traiter avec l'ennemi, et accepter la paix lorsqu'on a obtenu satisfaction.

En somme, la guerre n'est pas un état d'anomie ou de violence incontrôlée, elle ne doit pas donner lieu à des cruautés sans raison, à des actes de violence inutiles : tout n'est pas permis, même si la guerre sort du cours ordinaire du gouvernement, car elle relève d'un but que s'est donné la puissance gouvernante. Clausewitz dans son traité De la guerre précise, de manière complémentaire de Rousseau, les diverses caractéristiques de la guerre, qui forment la conception classique. C'est sur la base de cette théorie de la guerre que s'édifie un droit de la guerre. La guerre, telle que la définit Clausewitz, est un acte politique « prolongement de la politique par d'autres moyens », ce qui signifie qu'elle n'est pas un acte de violence pure, ni illimité, ni sans conditions. Il s'agit de « contraindre l'adversaire à exécuter notre volonté ». La guerre ne constitue pas un but en soi, elle est un moyen, au service d'un but, politique. Elle n'est pas un phénomène indépendant : elle est un instrument au service de buts qui la dépassent.

## Constitution du droit moderne de la guerre
De l'Antiquité à Grotius et Rousseau, la coutume, d'abord portée par la tradition orale, puis par des textes de diverses sagesses, s'efface, pour céder la place au droit.
Grotius, lorsqu'il rédige le De jure belli ac pacis (Du droit de la guerre et de la paix), donne au droit de la guerre son fondement et son cadre qui demeurent jusqu'à l'époque contemporaine les références pour le droit international en matière de conflits armés, soit la guerre définie comme un conflit réglé, limité et donnant lieu à des règles de droit qui sont contraignantes. Grotius, fondateur du droit des gens, voit son œuvre prolongée par Jean-Jacques Rousseau. Dans le Contrat social, ce dernier énonce le principe de la guerre (d'État à État), entre combattants qui sont des soldats (excluant par conséquent les civils) ce qui forme la base du droit de la guerre. Pour Rousseau : « La guerre n'est donc point une relation d'homme à homme, mais une relation d'État à État, dans laquelle les particuliers ne sont ennemis qu'accidentellement, non point comme hommes, ni même comme citoyens, mais comme soldats ».
Sur cette base le droit peut imposer la distinction entre les soldats, que l'on combat, et les civils, qui doivent être épargnés. De même, une distinction s'opère entre objectifs militaires et objectifs civils.
Et dans l'histoire on peut noter une étape vers la constitution du droit de la guerre lorsqu'en 1863, le président des États-Unis demande à un juriste, Francis Lieber, de mettre au point une série d'instructions pour les troupes engagées dans la guerre de Sécession, le Code Lieber. En 1874, les délégués de 15 pays ont participé à la Conférence de Bruxelles et adoptent des résolutions formulées dans la « Déclaration sur les lois et coutumes de la guerre » mais qui n'ont pas conduit par la suite à un traité de droit international contraignant car la déclaration finale n'a pas été ratifiée par les Puissances, mais elles ont représenté une base importante pour les développements ultérieurs dans le domaine du droit international humanitaire. Une fois encore, il s'agit du même objectif : réglementer la guerre en limitant l'ampleur des violences et éviter celles qui ne sont pas nécessaires aux objectifs militaires qu'un État s'est fixé. On n'a pas encore affaire là à un véritable traité du droit de la guerre, mais à une codification de règles de droit ayant valeur d'obligation contraignante.
C'est seulement plus tard, avec la Conférence sur la paix de La Haye en 1899, qu'apparaissent un ensemble de lois sur la guerre, qui sont ensuite développées par les successives Conventions de Genève qui complètent et détaillent les diverses agressions interdites, envers les civils, et faisant usage de techniques jugées illicites.
Le droit de la guerre est également connu sous l'appellation de « droit de La Haye » qui au début du XXe siècle a traité de l'essentiel du jus in bello et du jus ad bellum.
Il regroupe l'ensemble des conventions de La Haye dont l'objectif est :
- fixer les droits et devoirs des belligérants dans la conduite des hostilités ;
- limiter leurs moyens afin de les protéger des comportements les plus meurtriers ;
- définir un certain nombre de règles applicables au combat ;
- prévoir des sanctions en cas de non-respect.

## Droit international et droit international humanitaire
Ce que nous nommons aujourd’hui « droit international » est un ordre juridique dont les premiers éléments ont commencé à apparaître à la fin du Moyen Âge et qui s’est construit au milieu du XVIIe siècle avec les traités de Westphalie. Depuis, il s’est développé et transformé, mais sans que soit remise en cause sa structure fondamentale de droit interétatique. Au droit de la coexistence s’est surajouté un droit de la coopération, et sur le droit relationnel s’est greffé un droit institutionnel, mais la cohérence globale est restée inchangée.
L’apparition du droit international est liée à l’émergence de relations internationales entre États au sens moderne, soit des entités politiques souveraines à l’intérieur et dans les limites d’un territoire. L’État accepte par définition, puisque souverain sur son territoire, l’existence légitime au-delà de ses frontières d’autres entités politiques se définissant elles-mêmes par leurs limites. Ce type d’organisation n’abolit pas les possibilités de conflits et de guerres, mais, en ligne générale, les conflits portent sur les limites, non sur l’existence d'un État. En outre, la reconnaissance réciproque de l'existence des États permet de facto à leurs citoyens de bénéficier d'une reconnaissance de leur statut à l'étranger (un fait concrétisé de nos jours par l'existence d'un passeport permettant des déplacements transfrontaliers). Par conséquent, cette réciprocité est en partie à l'origine du droit de la guerre, puisqu'en admettant l'existence légitime de citoyens étrangers, elle pose naturellement le problème de leur devenir en cas de conflits entre États (notamment en ce qui concerne le statut des populations civiles non combattantes). C’est la nature des relations internationales entre États qui a dicté les principes qui gouvernent l’ordre juridique, soit la souveraineté et l’égalité.
Le droit international des conflits armés est un ensemble de règles qui visent à limiter la violence et protéger les droits fondamentaux de la personne humaine en cas de guerre. Cette dénomination première est, depuis la Seconde Guerre mondiale, et surtout depuis la convention de Genève de 1949, souvent remplacée par celle de Droit international humanitaire (DIH), pour en faire ressortir davantage les fins humanitaires.

### Droit international humanitaire et droits de l'homme
La formation du droit international humanitaire se fait à partir de trois courants convergents. Il s'agit :
- du droit dit de Genève, c’est-à-dire les traités élaborés sous les auspices du CICR, qui visent à protéger les victimes ;
- du droit dit de La Haye, issu des conférences sur la paix de 1899 et 1907, qui porte sur le contrôle des moyens et des méthodes utilisés ;
- de l'action des Nations unies (ONU) qui veille à ce que les droits de l'homme soient respectés en cas de conflit armé.

Le droit international humanitaire, qui vise à protéger les droits de la personne, a des objectifs qui prennent appui sur les droits de l'homme. Ils forment néanmoins deux branches distinctes du droit.
Le droit international humanitaire est l'ensemble des principes et des règles qui limitent le recours à la violence en période de conflit armé. Ces principes et ces règles ont deux objectifs : protéger les personnes qui ne participent pas ou plus aux hostilités (blessés et prisonniers militaires et populations civiles) et limiter les méthodes et les moyens de faire la guerre. Le droit international humanitaire est aussi appelé le droit de Genève.

### Droit de la maîtrise des armements
Ce droit regroupe les conventions internationales interdisant, limitant ou réglementant l’emploi de certaines armes et munitions (armes chimiques et biologiques, mines antipersonnel, balles explosives..). Le droit de la maîtrise des armements complète les traités internationaux relatifs au désarmement (SALT, FCE, START...). La doctrine du non recours en premier aux armes nucléaires, entrée dans le droit international en 1982, est un exemple de disposition juridique visant à restreindre l'utilisation de ce type d'armements.

## Problèmes actuels
Problème, théorisé par Carl Schmitt : le retour de la notion de « guerre juste » avec la doctrine de la guerre juste au XXe siècle. Dans deux textes fondamentaux : le Nomos de la Terre, 1950, et la Théorie du partisan, 1963, Carl Schmitt étudie les nouvelles caractéristiques de la guerre et le tournant pris au XXe siècle. Ses analyses, de la fin du jus publicum europaeum, sont considérées unanimement comme fondatrices de l'analyse et de la réflexion sur ces questions, éminemment d'actualité. Soit les rapports de la guerre et du droit de la guerre avec l'inclusion des droits de l'homme ; ce que deviennent le jus ad bellum (droit de faire la guerre) et le jus in bello (droit dans la guerre) avec le retour de la notion de guerre juste. Ces analyses constituent aujourd'hui la base théorique de la critique du pacifisme, d'une part, et de la pratique américaine de la guerre et de l'idéologie qui l'accompagne par les États-Unis essentiellement, d'autre part. En effet, renouant avec le moralisme de la doctrine chrétienne médiévale, en vigueur jusqu'au XVIe siècle, qui est notamment théorisée par saint Thomas d'Aquin dans sa Somme théologique (1273) : « Pour qu'il y ait cause juste, il faut que ceux que l'on attaque aient mérité par une faute d'être attaqués »,.
De plus, le droit de la guerre pose l'interdiction de la guerre totale : le droit international n’autorise pas la guerre totale qui implique le rejet de toute règle, de tout principe de conduite, car elle est la négation même du droit.
En parallèle et enfin, l'existence d'un droit de la guerre est ce qui permet de donner un contenu juridique à la notion de terrorisme. Également, Jacques Derrida rappelle la base qui fait selon lui consensus :

« Si on se réfère aux définitions courantes ou explicitement légales du terrorisme, qu’y trouve-t-on ? La référence à un crime contre la vie humaine en violation des lois (nationales ou internationales) y implique à la fois la distinction entre civil et militaire (les victimes du terrorisme sont supposées être civiles) et une finalité politique (influencer ou changer la politique d’un pays en terrorisant sa population civile). »

Ce qu'il oppose à la confusion, qu'il analyse comme politiquement intéressée, faite lors du recours à la notion de « terrorisme international ». Derrida fait ici allusion à l'usage, abusif d'après lui, qui en est fait par les États-Unis, entraînant également des désaccords à l'ONU.
À partir de là, on comprend que les transformations subies par la notion de guerre et par le droit de la guerre, après la Seconde Guerre mondiale et dans l'actualité récente encore, et la manière dont elles sont comprises et interprétées, en particulier à partir des analyses de Carl Schmitt auxquelles se référent tous les juristes du droit international s'occupant de ces questions, constituent des enjeux importants quant à leur traduction pratique. Toutes les études actuelles sur la guerre et sur le droit de la guerre, se posent dans ces termes : peut-on conserver les termes classiques du jus publicum europeaum (guerre limitée) ou au contraire en sortir (guerre illimitée), question qui vaut pour la guerre elle-même et pour ses moyens. Et encore, tous les juristes posent la question de savoir si l'on peut et comment, distinguer le statut des combattants. Questions qui se posent en théorie et en pratique.
Jacques Derrida précise : « Une lecture critique de Carl Schmitt, par exemple, serait fort utile […] pour prendre en compte, aussi loin qu’il est possible, la différence entre la guerre classique (confrontation directe et déclarée entre deux États ennemis, dans la grande tradition du droit européen), la « guerre civile » et la « guerre des partisans » (dans ses formes modernes, encore qu’elle apparaisse, Schmitt le reconnaît, dès le début du XIXe siècle) ».
Les tribunaux internationaux, et des ONG telles qu'Avocat sans frontières - là où ils peuvent agir - s'intéressent enfin aux séquelles sociopsychologiques dont la polémologie a montré qu'elles nourrissent souvent et longtemps des haines qui sont le germe de futures guerres. Mais des questions non résolues sont encore posées à la polémologie, à l'irénologie comme au Droit de la guerre, notamment celle du traitement de la responsabilité, éventuellement partagée, des séquelles de guerre et des impacts différés de l'utilisation de certaines armes (arme nucléaire, armes chimiques, défoliants - utilisés notamment au Vietnam -, obus ou balles à uranium appauvri, etc.). Une autre question est celle du statut juridique des munitions perdues lors des guerres, des munitions volontairement et massivement immergées, de celles non explosées, récupérées sur les champs de bataille ou non utilisées.
Au sein de la communauté internationale, la question du Droit d'ingérence ou le Principe de précaution ou des limites de la notion de représailles sont également en débat, avec des conséquences possibles sur le Droit de la guerre.